# Sonata per a violí núm. 32 (Mozart)
La Sonata per a violí núm. 32 en si bemoll major, K. 454, fou acabada per Wolfgang Amadeus Mozart a Viena el dia 21 d'abril de 1784. Va ser publicada per Christoph Torricella en una sèrie de tres sonates (juntament amb les Sonata per a piano núm. 6 i la Sonata per a piano núm. 13). La sonata és també coneguda amb el sobrenom de «Sonata Strinasacchi».
La sonata fou composta per a la violinista virtuosa Regina Strinasacchi de Màntua, amb la intenció d'interpretar-la amb ella el 29 d'abril de 1784 en un concert en el Teatre Kärntnerthor de Viena. Com Mozart segurament tenia la part per a piano en el seu cap i no li va donar temps a escriure-la, en el concert va tocar amb un full de paper pautat en blanc posat en el faristol del piano, probablement amb l'objectiu de fer una broma als espectadors. D'acord amb una història explicada per la seva dona, Constanze Mozart, l'emperador Josep II d'Habsburg va veure el full buit a través de les seus binocles d'òpera i al final del concert va fer cridar a Mozart, el qual li va explicar la situació.

## Estructura
L'obra consta de tres moviments:
1. Largo - Allegro
2. Andante
3. Allegretto

La sonata comença amb una introducció excepcionalment lenta, en què es posa èmfasi en la igualtat d'ambdós instruments, que es manté al llarg de tota l'obra.
El segon temps té el sentiment melòdic d'Adagio, que és la indicació de tempo escrita per Mozart en un primer moment, encara que posteriorment va decidir canviar-la per l'Andante. A la secció de desenvolupament hi ha fortes modulacions cromàtiques.
L'últim moviment torna al caràcter juganer del primer, encara que en aquest cas dona lloc a un sofisticat rondó.